# Reykjavik Whale Watching Massacre
Reykjavik Whale Watching Massacre eller RWWM, är en isländsk skräckfilm från 2009, regisserad av Júlíus Kemp och skriven av Sjón (Sigurjón Birgir Sigurðsson).
Filmen handlar om en grupp människor ute på valskådning. När skeppet de befinner sig på kapsejsar blir de upplockade av besättningen på ett valfångstfartyg. Där börjar snart allting gå överstyr.
I filmen medverkar bland andra Gunnar Hansen, kanske mest känd för rollen som Leatherface i Motorsågsmassakern.